# Vieroogvis
De vieroogvis of koetai (Anableps anableps) is een straalvinnige vissensoort uit de familie van van de vierogen (Anablepidae). De wetenschappelijke naam van de soort werd in 1758 gepubliceerd door Carl Linnaeus.

## Kenmerken
Deze vis heeft een slank lichaam met uitpuilende ogen, waarmee hij zowel boven als onder water kan kijken. Deze ogen zijn door een tussenschot horizontaal gedeeld. De lichaamslengte bedraagt maximaal 32 cm.

## Leefwijze
Het voedsel van deze vis bestaat uit zowel waterdiertjes als vliegende insecten, die hij dankzij zijn "kikkerogen" zowel in als boven het water weet te vangen. Zelf wordt hij bejaagd door ijsvogels en waadvogels. Roofvissen ontwijkt hij door uit het water omhoog te springen. De vrouwtjes kunnen met opgeslagen sperma meerdere legsels bevruchten.

## Verspreiding en leefgebied
Deze soort komt voor in Midden-Amerika en noordelijk Zuid-Amerika in riviermondingen.